# Kin’ya Matsuura
Kin’ya Matsuura (jap. 松浦 欣也, Matsuura Kin'ya; * 1938 in Obihiro,  Hokkaidō, Japan) ist ein japanischer Komponist.
Sein Studium absolvierte er an der Asahikawa School der Hokkaidō Kyōiku Daigaku. Während seiner Tätigkeit als Lehrer hat er sich aktiv sowohl als Komponist, als auch als Arrangeur beschäftigt. 1996 wurde eines seiner Werke als Pflichtstück für den All Japan Band Contest festgelegt und das findet sich nicht nur in der Florida Bandmaster's Association Concert List, sondern ebenso auf Wettbewerben in den USA und in Europa.

## Werke
- 1996 HAN-NYA Dramatic Fantasy
- Ooyuki-no-hibiki
- Kodou
- Machibouke
- Sanka
- Kodomo-no-uta

| Personendaten    | Personendaten            |
| ---------------- | ------------------------ |
| NAME             | Matsuura, Kin’ya         |
| ALTERNATIVNAMEN  | 松浦 欣也 (japanisch)    |
| KURZBESCHREIBUNG | japanischer Komponist    |
| GEBURTSDATUM     | 1938                     |
| GEBURTSORT       | Obihiro, Hokkaidō, Japan |